# Ctenolabrus rupestris
Ctenolabrus rupestris là loài cá biển duy nhất thuộc chi Ctenolabrus trong họ Cá bàng chài. Loài này được mô tả lần đầu tiên vào năm 1758.

## Từ nguyên
Tiền tố anchi trong từ định danh của chi theo tiếng Hy Lạp nghĩa là "lược", hàm ý đề cập đến việc loài này (trước đây được xếp vào chi Labrus) có xương nắp mang hình lược.
Từ định danh của loài trong tiếng Latinh có nghĩa là "sống giữa các mỏm đá", hàm ý đề cập đến việc loài này thường xuất hiện ở những khu vực có nhiều đá để chúng có thể ẩn náu dễ dàng vào các khe đá.

## Phạm vi phân bố và môi trường sống
C. rupestris có phạm vi phân bố ở Đông Bắc Đại Tây Dương. Loài này được ghi nhận từ bờ biển Na Uy trải dài về phía nam đến Maroc, bao gồm toàn bộ bờ biển của Anh, Ireland, phía nam biển Baltic và hầu hết bờ biển Địa Trung Hải (nhưng không được ghi nhận tại biển Levant ở bờ đông); mở rộng phạm vi về phía đông đến biển Marmara, biển Đen và biển Azov.
Chúng sống gần những rạn đá ngầm có nền đáy là những thảm cỏ biển ở độ sâu đến ít nhất là 50 m; cá trưởng thành thường sống ở vùng nước sâu hơn.

## Mô tả
C. rupestris có chiều dài cơ thể tối đa được ghi nhận là 18 cm, nhưng hiếm khi vượt quá 12 cm. Tuổi thọ tối đa được ghi nhận ở loài này là 8 năm.
Cơ thể của C. rupestris có màu đỏ hồng, đỏ cam hoặc hồng da cam, phớt vàng kim. Có đốm đen phủ lấy gốc của một vài tia vây lưng đầu tiên (từ tia thứ nhất đến tia thứ sáu) và một đốm đen rất lớn ở nửa trên cuống đuôi.
Số gai ở vây lưng: 16–18; Số tia vây ở vây lưng: 8–10; Số gai ở vây hậu môn: 3; Số tia vây ở vây hậu môn: 8; Số tia vây ở vây ngực: 14; Số gai ở vây bụng: 1; Số tia vây ở vây bụng: 5; Số tia vây ở vây đuôi: 15.

## Sinh thái
Thức ăn của C. rupestris là những loài động vật hình rêu, giáp xác và động vật chân bụng. Mùa sinh sản của C. rupestris kéo dài từ mùa đông sang đến mùa hè năm sau. Trong mùa sinh sản, cá đực bảo vệ lãnh thổ của chúng.
C. rupestris cùng Symphodus melops được sử dụng với mục đích kiểm soát các loài rận biển ký sinh trên cá hồi Đại Tây Dương.